# Melcior Niubó i Santdiumenge
Melcior Niubó i Santdiumenge (la Fuliola, l'Urgell, 8 de gener de 1912 - l'Hospitalet de Llobregat, 31 de desembre de 1983) va ser un dibuixant, caricaturista, pintor, Il·lustrador i animador català. Era conegut popularment amb el pseudònim NIU (NIV), però també havia arribat a signar com a N, Niu-Bo, Santdiumenge i com a Oscar Daniel. Hi ha controvèrsia en l'atribució del pseudònim Niel.

## Biografia
El 1930 exposa al Saló d'Humoristes i participa en les successives edicions fins a l'any 1936. L'any 1933 es casa pel civil amb Maria Daniel Baró en el que segurament fou el primer casament civil de la comarca de l'Urgell durant la República. Col·labora a les revistes La Campana de Gràcia, La Humanitat, Solidaridad Obrera, L'Esquella de la Torratxa, Tierra y Libertad, Papitu i Fotogramas.
Fervent defensor de la República, combat amb la seva moto al Front d'Aragó i amb la seva ploma com a cartellista. L'any 1939 marxa cap a França i es veu comminat al camp d'Argelers. L'any 1941 torna a Barcelona i un any després entra a formar part de l'equip dels estudis d'animació Dibujos Animados Chamartín. 
Niubó entra a formar part de l'equip de la sèrie Civilón sota les ordres del seu animador en cap, Josep Escobar. També participa en la sèrie Garabatos, una revista humorística feta d'esquetxos que pera ls animadors era un divertimento i que no tenia un equip fix. En el llargmetratge Érase una vez... (pel·lícula) Melcior Niubó hi apareix a les ordres d'Enric Ferran com a membre de la secció de fons. Un cop desmantellada la indústria de l'animació el 1950, Melcior Niubó, com tants d'altres, torna al dibuix en paper i continua dedicant-se a la il·lustració infantil per a l'editorial Mateu, Clásicos Cadete o Ediciones Toray, entre altres publicacions.
El 31 de desembre de 1983 mor a l'Hospitalet de Llobregat i és enterrat a la Fuliola.